# اقتصاد بازار سوسیالیستی
اقتصاد بازار سوسیالیستی سیستم اقتصادی و مدل توسعه اقتصادی است که در جمهوری خلق چین به کار گرفته می‌شود. این سیستم مبتنی بر غلبه مالکیت دولتی و بنگاه‌های اقتصادی دولتی در اقتصاد بازار است. اصطلاح «اقتصاد بازار سوسیالیستی» توسط جیانگ زمین در طی چهاردهمین کنگره ملی حزب کمونیست چین در سال ۱۹۹۲ در توصیف هدف اصلاحات اقتصادی چین مطرح شد. اقتصاد بازار سوسیالیستی که ریشه در اصلاحات اقتصادی چین که در سال ۱۹۷۸ آغاز شد و چین را در اقتصاد بازار جهانی ادغام کرد دارد، نماد مرحله مقدماتی یا «مرحله اولیه» توسعه سوسیالیسم است. با وجود این، بسیاری از مفسران غربی این سیستم را نوعی سرمایه‌داری دولتی توصیف کرده‌اند.